# Symfonie nr. 2 (Penderecki)
Krzysztof Penderecki vatte het idee voor een tweede symfonie op in het najaar 1979. In Polen is er dan hevige beroering door de opkomst van Solidariteit. Veel Polen vluchten daarom in hun geloof, het katholicisme. Het is dan ook tijdens de kerst dat deze symfonie zijn definitieve vorm krijgt in het hoofd van de componist. De uitwerking duurt nog tot en met april 1980. Dat is krap aan want het werk is in opdracht gecomponeerd voor het New York Philharmonic onder leiding van Zubin Mehta, die dan ook de première verzorgen op 1 mei 1980. De bijnaam Kerstmis heeft de componist zelf gegeven; het zou er op kunnen wijzen dat het een symfonie in kerststemming is; dat is niet het geval. De bijtitel zou alleen kunnen slaan op de datum van definitieve start van componeren en het gebruik van het kerstlied Stille Nacht. Voor het overige is van kerst niets te merken.

## Compositie
De meeste symfonieën van Penderecki bestaan uit slechts één deel; dat is ook hier het geval. Qua tempo is stemming is er wel degelijk sprake van een onderverdeling:
1. Moderato
2. Allegretto
3. Lento
4. Tempo I
5. Allegretto.

Penderecki keert met deze symfonie terug naar de klassieke muziek van de 19e eeuw onder het mom van: je kan alleen moderne muziek componeren als je de oude klassieke muziek ook beheerst. Deze trend zou de componist voortzetten, zie bijvoorbeeld zijn altvioolconcert. Overeenkomstig dat concert heeft ook deze symfonie veel weg van een symfonie van Anton Bruckner of Dmitri Sjostakovitsj; uiteraard klinkt hij wel moderner, want de Pool heeft gedurende begin jaren zeventig geëxperimenteerd met moderne klankopbouw. De compositie begint op de dikste snaren van de cello met op de achtergrond rollende bewegingen van de paukenist; deze geven een dreiging weer in plaats van een feeststemming. Na een opbouw van circa 4 minuten met daaropvolgend een sterk decrescendo volgt daar als een bliksemslag bij heldere hemel voor het eerst Stille Nacht en inderdaad nauwelijks hoorbaar (pianissimo); het zal nog een aantal keren terugkomen. Daarna ontvouwt zich een klassieke muziek met thema, een nieuw thema, herhaling van beide thema’s naar een coda toe. De dreiging van de eerste minuten blijft permanent aanwezig. Ook het coda geeft geen bevrijding, meer een sfeer van berusting. Wellicht geeft deze symfonie een toekomstvisie voor de begin jaren tachtig in Polen, met hevige onderdrukking van het communistisch bewind, waarbij de bevolking eerst nog gelaten reageert maar later aan de onderdrukking weet te ontsnappen.
Na de première heeft Penderecki nog enkele kleine wijzigingen in de partituur aangebracht; deze hebben op zich weinig invloed op het totaalbeeld.
Voor wat betreft symfonieën zou na zijn tweede symfonie logischerwijs zijn 3e symfonie moeten volgen; deze werd echter pas veel later na zijn 4e symfonie voltooid.

## Bron en discografie
- Uitgave Naxos; Pools Nationaal Radio-Symfonieorkest onder leiding van Antoni Wit;
- Uitgave Polskie Nagrania; idem onder leiding van Jacek Kasprzyk.

Nr. 1 · Nr. 2 · Nr. 3 · Nr. 4 · Nr. 5 · Nr. 6 · Nr. 7 · Nr. 8